# We Are One (canción de Kiss)
«We Are One» es una canción de la banda estadounidense Kiss, del álbum de 1998 Psycho Circus. Fue escrita por el bajista Gene Simmons, siendo el único miembro oficial de la banda en cantar y tocar la guitarra rítmica y el bajo en la canción. Los músicos de sesión Tommy Thayer y Kevin Valentine grabaron la guitarra líder y la batería respectivamente. Se interpretó en vivo por primera vez en Kiss Kruise X 2021.

## Lista de canciones
| Europa – Sencillo en CD |                                 |          |  |
| N.º                     | Título                          | Duración |  |
| 1.                      | «We Are One» (Edit)             | 3:45     |  |
| 2.                      | «We Are One» (Full Length)      | 4:41     |  |
| 3.                      | «Psycho Circus» (Audio Version) | 5:30     |  |
| 4.                      | «Psycho Circus» (Video musical) |          |  |

| Australasia – Sencillo en CD |                                     |          |  |
| N.º                          | Título                              | Duración |  |
| 1.                           | «We Are One»                        | 4:41     |  |
| 2.                           | «In Your Face» (Non-LP Bonus Track) | 3:35     |  |

## Créditos
- Gene Simmons - bajo, voz, guitarra
- Tommy Thayer - guitarra
- Kevin Valentine - batería

## Listas
| Lista (1998)               | Posición |
| -------------------------- | -------- |
| Australia (ARIA)           | 40       |
| Noruega (VG-lista)         | 18       |
| Suecia (Sverigetopplistan) | 31       |